# کونال ترومن
کونال ترومن (انگلیسی: Connal Trueman؛ زادهٔ ۲۶ مارس ۱۹۹۶ بازیکن فوتبال اهل بریتانیا است.
از باشگاه‌هایی که در آن بازی کرده‌است می‌توان به باشگاه فوتبال سولیهال مورس، باشگاه فوتبال لیمینگتون، و باشگاه فوتبال بیرمنگام سیتی اشاره کرد.